# Jean Jacoupy
Jean Jacoupy est né à Saint-Martin-de-Ribérac le 28 avril 1761, mort à Bordeaux le 27 mai 1848, est un prélat français du XIXe siècle, évêque d'Agen.

## Biographie
Jean Jacoupy est né dans une obscure famille de Saint-Martin-de-Ribérac. Il est éduqué par le curé de la paroisse et continue sa formation à Périgueux et à Limoges. Devenu prêtre, il est envoyé comme vicaire dans la paroisse de Rousenac. En 1789, il demande un changement et obtient le vicariat de Cumond, près de Saint-Aulaye.

### Prêtre réfractaire
En 1792, refusant de prêter le serment constitutionnel, il quitte la France pour l'Angleterre où il retrouve  l'évêque de Périgueux.
Jean Jacoupy rentre en France en 1799 et rencontre à Paris son parent, le général Jacopin. Celui-ci parle de son parent au premier consul. Jean Jacoupy continue son voyage jusqu'à Saint-Martin-de-Ribérac.

### Évêque d'Agen
Le 5 juillet 1802, le premier consul, Napoléon Bonaparte, le nomme évêque d'Agen. Il reçoit la consécration épiscopale le 18 juillet par le légat du pape. Il a alors écrit au pape pour obtenir la confirmation de l'institution apostolique.
Le précédent évêque d'Agen, Jean-Louis d'Usson de Bonnac, n'avait pas donné sa démission. Jean Jacoupy lui écrit et reçoit la réponse dans laquelle l'ancien évêque lui fait entendre qu'il est toujours l'évêque d'Agen et qu'il considère que le nouvel évêque n'est que l'administrateur du diocèse, malgré la bulle Qui Christi Domini. Ce n'est qu'après les Cent-Jours que Jean-Louis d'Usson de Bonnac a admis cette nomination, lui-même étant nommé aumônier du roi Louis XVIII.
Jacoupy est arrivé à Agen le 3 octobre 1802 et a été installé à Saint-Caprais le 17 octobre. L'année suivante, il fait de la collégiale Saint-Caprais la nouvelle cathédrale.
La ville d'Agen est répartie en quatre paroisses : la cathédrale, les Jacobins, Sainte-Foy et Saint-Hilaire. Il va réorganiser les paroisses de son diocèse. Il participe au concile national de 1811 et défend les prérogatives du Saint-Siège.
Malade en 1825, il demande au pape Léon XII d'accepter sa démission, ce que ce dernier refuse. Il pense renouveler cette demande en 1830, mais la révolution le dissuade de le faire. Finalement, il fait ses adieux au clergé et aux fidèles de son diocèse le 6 novembre 1840 et se retire à Bordeaux.
Il est mort à Bordeaux le 27 mai 1848.

## Distinction
- Chevalier de la Légion d'honneur (15 aout 1810)[1]

### Sources
- Le Clergé de France, Tome II.
- Abbé Joseph Barrère, Histoire religieuse & monumentale de diocèse d'Agen depuis les temps les plus reculés jusqu'à nos jours, volume 2, p. 419-426, chez Achille Chérou, Agen, 1856 (lire en ligne).